# Альберт Проса
Альберт Проса (ест. Albert Prosa; нар. 1 жовтня 1990, Тарту, Естонія) — естонський футболіст, нападник талліннського «Покарра».

## Клубна кар'єра

### «Таммека»
Футболом розпочав займатися в місцевому клубі «Таммека». У Мейстрілізі дебютував 15 березня 2008 року в програному (1:2) домашньому матчі проти ТВМК. У липні 2011 року прибув на перегляд в дортмундську «Боруссію», але контракт з чемпіоном Німеччини не отримав. У сезоні 2011 року відзначився 22-ма голами в 33 матчах.

### «Флора»
24 листопада 2011 року підписав 3-річний контракт із клубом Мейстріліги «Флора». У сезоні 2015 року допоміг команді виграти національний чемпіонат. 20 липня 2016 року домовився про розірвання контракту за згодою сторін. Загалом за «Флору» у Мейстрілізі відзначився 61-м голом у 126-ти матчахю

### РоПС
12 серпня 2016 року підписав контракт з клубом Вейккаусліги РоПС, розрахований до завершення сезону 2016 року.

### «ФКІ Таллінн»
1 лютого 2017 року підписав 1-річний контракт з представником Мейстріліги «ФКІ Таллінн». Дебютував за ФКІ Таллінн 26 лютого в переможному (5:0) матчі за Суперкубок Естонії проти «Флори». 27 травня 2017 року відзначився своїм другим голом у переможному (2:0) матчі фіналу Кубку Естонії проти «Таммеки». У сезоні 2017 року з 27 голами разом із Рауно Саппіненом став найкращим бомбардиром Мейстріліги.

### «Валетта»
6 грудня 2017 року підписав 1,5-річний контракт із клубом мальтійської Прем'єр-ліги «Валетта».

### ТПС
8 серпня 2018 року підписав контракт до кінця сезону з клубом Вейккаусліги ТПС. Наприкінці 2018 року покинув клуб.

### «Таммека»
11 лютого 2019 року підписав до завершення календарного року контракт з «Таммекою».

## Кар'єра в збірній
Дебютував за національну збірну Естонії 25 травня 2011 року в неофіційному товариському матчі проти Країни Басків. На офіційному рівні дебютував у збірній 19 червня 2011 року в програному (0:4) товариському матчі проти Чилі. Першим голом за збірну Естонії відзначився 6 січня 2016 року в нічийному (1:1) товариському матчі проти Швеції.

## Статистика виступів

### Клубна
Станом на 29 листопада 2017 року
| Клуб               | Рік               | Ліга                  | Ліга  | Ліга | Кубок | Кубок | УЄФА  | УЄФА | Інші  | Інші | Загалом | Загалом |
| Клуб               | Рік               | Ліга                  | Матчі | Голи | Матчі | Голи  | Матчі | Голи | Матчі | Голи | Матчі   | Голи    |
| ------------------ | ----------------- | --------------------- | ----- | ---- | ----- | ----- | ----- | ---- | ----- | ---- | ------- | ------- |
| «Таммека II»       | 2006              | III ліга «Південь»    | 9     | 3    |       |       | –     | –    |       |      | 9       | 3       |
| «Таммека II»       | 2008              | Есілііга              | 25    | 13   |       |       | –     | –    |       |      | 25      | 13      |
| «Таммека II»       | 2009              | ІІ Ліга Південь/Захід | 1     | 1    |       |       | –     | –    |       |      | 1       | 1       |
| «Таммека II»       | Загалом           | Загалом               | 35    | 17   | 0     | 0     | 0     | 0    | 0     | 0    | 35      | 17      |
| «Мааг Таммека III» | 2012              | ІІ Ліга Південь/Захід | 18    | 26   |       |       | –     | –    |       |      | 18      | 26      |
| «Таммека»          | 2008              | Мейстріліга           | 18    | 2    |       |       | –     | –    |       |      | 18      | 2       |
| «Таммека»          | 2009              | Мейстріліга           | 30    | 6    | 3     | 1     | –     | –    | 0     | 0    | 33      | 7       |
| «Таммека»          | 2010              | Мейстріліга           | 32    | 12   | 4     | 5     | –     | –    | 0     | 0    | 36      | 17      |
| «Таммека»          | 2011              | Мейстріліга           | 33    | 22   | 1     | 3     | –     | –    | 0     | 0    | 34      | 25      |
| «Таммека»          | Загалом           | Загалом               | 113   | 42   | 8     | 9     | 0     | 0    | 0     | 0    | 121     | 51      |
| «Флора»            | 2012              | Мейстріліга           | 29    | 7    | 5     | 2     | 1     | 0    | 0     | 0    | 35      | 9       |
| «Флора»            | 2013              | Мейстріліга           | 34    | 16   | 5     | 2     | 2     | 0    | 0     | 0    | 41      | 18      |
| «Флора»            | 2014              | Мейстріліга           | 34    | 24   | 2     | 2     | 0     | 0    | 1     | 0    | 37      | 26      |
| «Флора»            | 2015              | Мейстріліга           | 13    | 6    | 1     | 0     | 0     | 0    | 0     | 0    | 14      | 6       |
| «Флора»            | 2016              | Мейстріліга           | 17    | 10   | 5     | 1     | 2     | 0    | 1     | 0    | 23      | 11      |
| «Флора»            | Загалом           | Загалом               | 127   | 63   | 18    | 7     | 5     | 0    | 2     | 0    | 152     | 70      |
| «Флора II»         | 2012              | Есілііга              | 6     | 5    | 0     | 0     | –     | –    | –     | –    | 6       | 5       |
| «Флора II»         | 2015              | Есілііга              | 1     | 1    | 0     | 0     | –     | –    | –     | –    | 1       | 1       |
| «Флора II»         | 2016              | Есілііга              | 1     | 1    | 0     | 0     | –     | –    | –     | –    | 1       | 1       |
| «Флора II»         | Загалом           | Загалом               | 8     | 7    | 0     | 0     | 0     | 0    | 0     | 0    | 8       | 7       |
| РоПС               | 2016              | Вейккаусліга          | 10    | 2    | 0     | 0     | 0     | 0    | –     | –    | 10      | 2       |
| «ФКІ Таллінн»      | 2017              | Мейстріліга           | 35    | 27   | 4     | 4     | 2     | 0    | 1     | 2    | 42      | 33      |
| «ФКІ Таллінн II»   | 2011              | Есілііга              | 1     | 0    | 0     | 0     | –     | –    | –     | –    | 1       | 0       |
| Усього за кар'єру  | Усього за кар'єру | Усього за кар'єру     | 347   | 184  | 30    | 20    | 7     | 0    | 3     | 2    | 387     | 206     |

1. ↑  Кубок Естонії з футболу
2. ↑  Суперкубок Естонії
3. 1 2 3  Всі матчі в Лізі чемпіонів УЄФА
4. ↑  Всі матчі в Лізі Європи УЄФА

### У збірній

#### По роках
Станом на 29 листопада 2017 року
| Збірна Естонії | Збірна Естонії | Збірна Естонії |
| Рік            | Матчі          | Голи           |
| -------------- | -------------- | -------------- |
| 2011           | 2              | 0              |
| 2012           | 0              | 0              |
| 2013           | 0              | 0              |
| 2014           | 2              | 0              |
| 2015           | 0              | 0              |
| 2016           | 1              | 1              |
| 2017           | 2              | 0              |
| Загалом        | 7              | 1              |

#### Голи за збірну
станом на 25 грудня 2017 року
| № | Дата         | Місце                                                | Матч | Суперник | Рахунок | Результат | Змаганнях        |
| - | ------------ | ---------------------------------------------------- | ---- | -------- | ------- | --------- | ---------------- |
| 1 | 6 січня 2016 | Армійські сили, Абу-Дабі, Об'єднані Арабські Емірати | 5    | Швеція   | 1–0     | 1–1       | Товариський матч |

## Досягнення

### Клубні
«Флора»
- Мейстріліга
  -  Чемпіон (1): 2015

- Кубок Естонії
  -  Володар (2): 2012/13, 2015/16

- Суперкубок Естонії
  -  Володар (2): 2014, 2016

«ФКІ Таллінн»
- Кубок Естонії
  -  Володар (1): 2016/17

- Суперкубок Естонії
  -  Володар (1): 2017

«Валетта»
- Прем'єр-ліга Мальти
  -  Чемпіон (1): 2017/18

- Кубок Мальти
  -  Володар (1): 2017/18

### Індивідуальні
- Найкращий гравець місяця Мейстріліги (1): березень 2014[11]
- Найкращий бомбардир Мейстріліги (1): 2017[12]